# Kampung Besar Seberang
Kampung Besar Seberang is een bestuurslaag in het regentschap Indragiri Hulu van de provincie Riau, Indonesië. Kampung Besar Seberang telt 2424 inwoners (volkstelling 2010).